# Cidaphus alarius
Cidaphus alarius är en stekelart som först beskrevs av Johann Ludwig Christian Gravenhorst 1829.  Cidaphus alarius ingår i släktet Cidaphus och familjen brokparasitsteklar. Inga underarter finns listade i Catalogue of Life.